# Buenos Aires, verano 1912
Buenos Aires, verano 1912 es una película de Argentina en blanco y negro dirigida por Oscar Kantor según su propio guion escrito en colaboración con Víctor Proncet y Pablo Palant sobre la obra Los días de odio, de Pablo Palant que fue producida en 1966 pero nunca fue estrenada comercialmente pero fue pasada años después en la televisión por cable. Tuvo como protagonistas a Augusto Bonardo, Ubaldo Martínez, Beto Gianola y Cristina Banegas.

## Sinopsis
El hijo de un político, que intenta seguir el mismo camino que su padre, desiste cuando comprueba los manejos fraudulentos de éste.

## Reparto
- Augusto Bonardo
- Ubaldo Martínez
- Beto Gianola
- Cristina Banegas
- Edmundo Rivero
- Augusto Fernandes
- Marta Gam
- Nelly Tesolín
- Miguel Bermúdez
- Beatriz Matar
- Alberto Fernández de Rosa
- Agustín Alezzo
- Víctor Proncet
- Ignacio Finder
- Jorge Amosa
- Rodolfo Maertens
- Ricardo Morán
- Héctor Fuentes
- María Armand
- Chiry Rodríguez
- Cacho Espíndola
- Héctor Tealdi

## Comentarios
La revista Cine Argentino dijo:

”Contiene una suerte de romanticismo pintoresco que en el cine argentino no había sido tratado todavía en la medida de sus posibilidades expresivas.”